# Десенна, Линда
Линда ДеСенна (англ. Linda DeScenna) (род. 14 ноября 1949) — американская художница-декоратор и художница-постановщица, работавшая над такими известными фильмами, как «Звёздный путь» (1979), «Бегущий по лезвию» (1982), «Мозговой штурм» (1983), «Балбесы» (1985), «Цветы лиловые полей» (1985), «Человек дождя» (1988), «Назад в будущее 2» (1989), «Авалон» (1990), «Лжец, лжец» (1997), «Целитель Адамс» (1998), «В поисках Галактики» (1999), «Брюс Всемогущий» (2003) и «Эван Всемогущий» (2007).
ДеСенна также была пять раз номинирована на премию «Оскар» за лучшую работу художника-постановщика.

## Биография
Линда ДеСенна родилась 14 ноября 1949 года в Уоррене, штат Огайо, и начала свою карьеру художницы-декоратора в 1977 году, с двух научно-фантастических телесериалов — «Бегство Логана» и «Фантастическое путешествие».
После телевидения, Линда ДеСенна перешла на кино, и начала с известного научно-фантастического фильма Роберта Уайза 1979 года — «Звёздный путь», за который получила свою первую номинацию на премию «Оскар» в категории «Лучшая работа художника-постановщика», вместе с художником-постановщиком — Харольдом Микелсоном и арт-директорами — Леоном Харрисом, Джо Дженнингсом и Джоном Валлоне.
После «Звёздного пути», Линда ДеСенна внесла свой вклад художницы-декоратора в такие успешные фильмы, как «Бегущий по лезвию» 1982 года, «Мозговой штурм» 1983 года, «Балбесы», «Цветы лиловые полей» (оба 1985 года), «Новая рождественская сказка», «Человек дождя» (оба 1988 года), «Назад в будущее 2» 1989 года и «Авалон» 1990 года.
В середине 1990-х годов, Линда ДеСенна перешла над работу художницы-постановщицы, для таких фильмов, как «Лжец, лжец», «Мышиная охота» (оба 1997 года), «Целитель Адамс» 1998 года, «В поисках Галактики» 1999 года, «Дом вверх дном», «Брюс Всемогущий» (оба 2003 года) и «Эван Всемогущий» 2007 года.

## Фильмография

### Декоратор
- Бегство Логана (1977)
- Фантастическое путешествие (1977—1978)
- Звёздный путь (1979)
- Толстяк (1980)
- Теперь мой ход (1980)
- Бегущий по лезвию (1982)
- Задняя мысль (1983)
- Космический охотник: Приключения в запретной зоне (1983)
- Мозговой штурм (1983)
- Одинокий парень (1984)
- Приключения Бакару Банзая: Через восьмое измерение (1984)
- Агенты Сокол и Снеговик (1985)
- Балбесы (1985)
- Цветы лиловые полей (1985)
- Снова в школу (1986)
- Гарри и Хендерсоны (1987)
- Летняя школа (1987)
- Тот, кто меня бережёт (1987)
- Переезд (1988)
- Новая рождественская сказка (1988)
- Человек дождя (1988)
- Назад в будущее 2 (1989)
- Авалон (1990)
- Защищая твою жизнь (1991)
- Ракетчик (1991)
- Медовый месяц в Лас-Вегасе (1992)
- Игрушки (1992)
- Волк (1994)

### Художница-постановщица
- Джимми-Голливуд (1994)
- Прощай, любовь (1995)
- Отец невесты 2 (1995)
- Семейное дело (1996)
- Лжец, лжец (1997)
- Мышиная охота (1997)
- Целитель Адамс (1998)
- В поисках Галактики (1999)
- Стрекоза (2002)
- Дом вверх дном (2003)
- Брюс Всемогущий (2003)
- Лысый нянька: Спецзадание (2005)
- Твои, мои и наши (2005)
- Эван Всемогущий (2007)
- Сказки на ночь (2008)

## Награды и номинации
Линда ДеСенна номинировалась на премию «Оскар» пять раз, (все в категории «Лучшая работа художника-постановщика»), но не выиграла ни одну:
- 1980: за «Звёздный путь», вместе с Харольдом Микелсоном, Джо Дженнингсом, Леоном Харрисом и Джоном Валлоне, проиграла Филиппу Розенбергу, Тони Уолтону, Эдварду Стюарту и Гэри Бринку за «Весь этот джаз»[3].

- 1983: за «Бегущего по лезвию», вместе с Лоуренсом Дж. Поллом и Дэвидом Л. Снайдером, проиграла Стюарту Крэйгу, Бобу Лейнгу и Майклу Сейртону за «Ганди»[4].

- 1986: за «Цветы лиловые полей», вместе с Дж. Майклом Ривой и Робертом В. Уэлшем, проиграла Стивену Граймзу и Джози МакАвин за «Из Африки»[5].

- 1989: за «Человека дождя», вместе с Идой Рендом, проиграла Крэйгу и Жерару Джеймсу за «Опасные связи»[6].

- 1993: за «Игрушки», вместе с Фердинандо Скарфьотти, проиграла Лучане Арриги и Йену Уитейкеру за «Говардс-Энд»[7].